# Andrew Wilde
Andrew Wilde (...) è un attore britannico.

## Carriera
Attore molto attivo in produzioni cinematografiche e televisive britanniche tra gli anni ottanta e gli anni novanta, è ricordato per i ruoli di William McCoy in Il Bounty (1984) e di Tillotson in Orwell 1984 (1984). Nel 1985 prende parte al cortometraggio White City: A Novel dell'omonimo concept album di Pete Townshend.
Dopo una pausa di circa quindici anni dal mondo del cinema e della televisione, ritorna a recitare nel 2011 per la serie televisiva HBO Il Trono di Spade (Game of Thrones) nel ruolo di Tobho Mott.

## Filmografia

### Cinema
- Champions, regia di John Irvin (1984)
- Il Bounty (The Bounty), regia di Roger Donaldson (1984)
- Orwell 1984 (Nineteen Eighty-Four), regia di Michael Radford (1984)
- White City: A Novel, regia di Richard Lowenstein (1985)
- Un mese in campagna (A Month in the Country), regia di Pat O'Connor (1987)
- Murder on Line One, regia di Anders Palm (1989)

### Televisione
- Ladies in Charge – serie TV, 1 episodio (1986)
- Shoot for the Sun – film TV (1986)
- Screenplay – serie TV, 1 episodio (1987)
- Floodtide – serie TV, 3 episodi (1987-1988)
- Christabel – serie TV, 1 episodio (1988)
- Ispettore Morse (Inspector Morse) – serie TV, 1 episodio (1989)
- Hard Cases – serie TV, 2 episodi (1989)
- Screen Two – serie TV, 2 episodi (1989-1990)
- Chancer – serie TV, 3 episodi (1990)
- Medics – serie TV, 1 episodio (1990)
- Van der Valk – serie TV, 1 episodio (1991)
- The Case-Book of Sherlock Holmes – serie TV, 1 episodio (1991)
- Casualty – serie TV, 1 episodio (1991)
- Metropolitan Police (The Bill) – serie TV, 1 episodio (1991)
- Firm Friends – serie TV, 2 episodi (1992)
- Screen One – serie TV, 1 episodio (1992)
- Peak Practice – serie TV, 1 episodio (1993)
- Jack Frost – serie TV, 1 episodio (1992)
- Il Trono di Spade (Game of Thrones) – serie TV, stagioni 1-2, 2 episodi (2011-2012)
- Sinbad – serie TV, 1 episodio (2012)